# Risaralda
Risaralda est  un département situé au centre de la Colombie, dans la région du café (« Eje cafetero »). La capitale est Pereira (ville de 597 000 habitants, et dont la zone urbaine englobe les villes voisines de Dosquebradas et La Virginia totalisant plus de 735 000 habitants).

## Toponymie
Le département tire son nom de la rivière Risaralda, un affluent du río Cauca.

## Histoire

### XIXeetXXesiècles

La province de Popayán en 1810.
Le département de Cauca en 1824.
La province de Mariquita en 1855.
L'État souverain de Cauca en 1863.
Le département de Gran Caldas entre 1905 et 1966.
Le département de Risaralda depuis 1966.

## Géographie

### Géographie physique

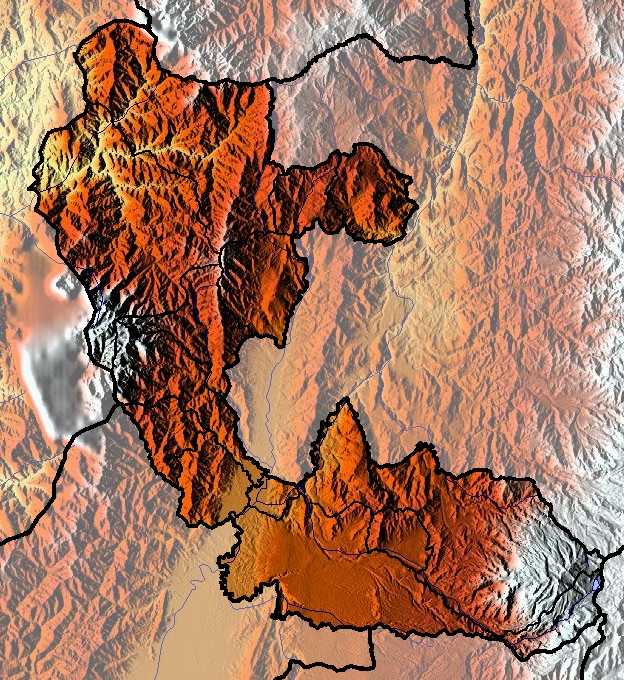
Carte topographique de Risaralda.

Le département de Risaralda est situé au centre du pays. Il est bordé au nord par le département d'Antioquia, à l'ouest par celui de Chocó, au sud-ouest par celui de Valle del Cauca, au sud par celui de Quindío et à l'est par ceux de Tolima et Caldas.
Le département se situe au niveau de la vallée du río Cauca, qui traverse le département dans sa partir centrale (la plus étroite). À l'ouest se trouve la cordillère Occidentale tandis qu'à l'est se trouve la cordillère Centrale, et notamment le parc national naturel de Los Nevados.
Outre le río Cauca, les fleuves importants sont les ríos Risaralda et San Juan à l'ouest et Otún à l'est, ce dernier baignant la capitale du département, Pereira.

### Découpage administratif

Municipalités de Risaralda.

Le département de Risaralda est divisé en quatorze municipalités. Sa capitale est Pereira.
| Municipalité        | Superficie (km2) | Population (2005) | Densité (hab./km2) |
| ------------------- | ---------------- | ----------------- | ------------------ |
| Apía                | 214              | 12 889            | 60,23              |
| Balboa              | 120,5            | 6 081             | 50,46              |
| Belén de Umbría     | 182,4            | 26 603            | 145,85             |
| Dosquebradas        | 70,8             | 173 452           | 2 449,89           |
| Guática             | 100,6            | 15 102            | 150,12             |
| La Celia            | 102              | 8 348             | 81,84              |
| La Virginia         | 33               | 30 095            | 911,97             |
| Marsella            | 149              | 20 683            | 138,81             |
| Mistrató            | 570,7            | 12 438            | 21,79              |
| Pereira             | 702              | 428 397           | 610,25             |
| Pueblo Rico         | 520              | 11 436            | 21,99              |
| Quinchía            | 149,8            | 31 996            | 213,59             |
| Santa Rosa de Cabal | 486              | 67 410            | 138,7              |
| Santuario           | 201              | 14 736            | 73,31              |

## Démographie
| 1985    | 1990    | 1995    | 2000    | 2005    | 2018    |
| ------- | ------- | ------- | ------- | ------- | ------- |
| 665 452 | 747 167 | 837 128 | 870 074 | 897 509 | 943 401 |

Une projection statistique estime la population à 988 091 habitants pour l'année 2023.

### Ethnographie
Selon le recensement de 2005, 2,9 % de la population de Risaralda se reconnait comme étant « indigène », c'est-à-dire descendant d'ethnies amérindiennes et 5,1 % se définit comme afro-colombienne,.